# 河合広始
河合 広始（かわい ひろし）は、日本のスタジオ装置家である。マキノ・プロダクションの大道具主任であり、同社の御室撮影所の監督である橋本佐一呂、富沢進郎にオリジナル・ストーリーを提供するなど多彩な活動をしていたが、1928年（昭和3年）4月の俳優マキノ総退社事件に際してカメラマンの田中十三とともに退社、独立して「日本キネマ撮影所」を設立、片岡千恵蔵らスターの独立を支援した。

## 来歴・人物
生年生地、前歴不詳。
1921年（大正10年）6月、牧野省三とともに日活を退社、牧野教育映画製作所の設立に参加する。以来、等持院撮影所の装置部の古株として、1923年（大正12年）のマキノ映画製作所への改組、1924年（大正13年）7月の東亜キネマへのマキノの吸収合併、1925年（大正14年）6月のマキノ・プロダクションの設立に際しても、牧野と行動をともにし、新設の御室撮影所の美術を背負った。また、1926年（大正15年）には、河合の書いたオリジナル・ストーリーが2本採用され、映画化されている。
1928年（昭和3年）4月、片岡千恵蔵、嵐長三郎（嵐寛寿郎）ら50数名の俳優総退社事件が起きる。それと軌を一にして、山崎徳次郎が提唱し、製作費の出資と興行をダイレクトに行なうための「日本活動常設館館主連盟映画配給本社」を設立、これに共鳴したマキノ御室撮影所のカメラマン・田中十三とともに河合も退社、京都・太秦の双ヶ丘に「日本キネマ撮影所」（双ヶ丘撮影所）を設立した。同撮影所は、片岡が設立した「片岡千恵蔵プロダクション」をはじめとしたインディペンデント・プロダクションの集合体「日本映画プロダクション連盟」のための撮影所となり、スタッフ・キャストを共有し、協力して映画製作を行なった。河合はこのとき完全に経営者、裏方にまわり、これ以降の映画へのクレジットが確認しづらくなった。
しかし「館主連盟」が同年7月末には瓦解し、「千恵プロ」、「寛プロ」こと嵐寛寿郎プロダクション以外の多くのプロダクションが解散に追い込まれた。1929年（昭和4年）に「千恵プロ」から独立した「武井龍三プロダクション」が双ヶ丘撮影所で3本を撮影したのちは、河合と田中の双ヶ丘撮影所は閉鎖することになる。
その後、「日本キネマ」は、1930年（昭和5年）、田中をカメラマンに据えた『昨日の薔薇』を製作したが、河合のその後の消息はわからなくなった。

## おもなフィルモグラフィ

### 装置
1925年
- 鎌腹　監督・脚本マキノ省三、助監督橋本佐一呂、撮影田中十三、主演中根龍太郎
- 糸の乱れ 後篇　総監督牧野省三、監督・脚色沼田紅緑、原作前田曙山、撮影宮崎安吉、主演沢村長十郎
- 駕屋の先生　監督・原作・脚色沼田紅緑、助監督人見吉之助、撮影松浦茂、主演岩城秀哉
- 寺小屋騒動　監督・原作・脚色曾根純三、助監督高見貞衛、撮影三木稔、主演中村賞三郎、共演松尾文人
- 日輪　指揮マキノ省三、監督衣笠貞之助、助監督マキノ正唯、原作横光利一、脚色一文字京輔、撮影田中十三、主演沢村源十郎　※マキノ・プロダクション御室撮影所・連合映画芸術家協会提携作品
- 探偵綺譚 文明の復讐　総監督マキノ省三、監督金森万象、原作・脚色寿々喜多呂九平、撮影田中十三、主演月形龍之介

1926年
- 真人間　総指揮マキノ省三、監督・原作・脚色富沢進郎、撮影石野誠三、主演都賀清司
- 延宝奇聞 美丈夫 後篇　監督二川文太郎、助監督村田正夫、原作・脚色寿々喜多呂九平、撮影松田定次、主演マキノ輝子、月形龍之介
- 闇乃森　総指揮・脚色マキノ省三、監督橋本佐一呂、原作山上伊太郎、撮影田中十三、主演大谷友三郎
- 外道　総監督マキノ省三、監督沼田紅緑、助監督城戸品郎、原作・脚色西条照太郎、撮影松田定次、主演高松錦之助
- 修羅八荒 解決篇 前後篇　総監督マキノ省三、監督補中島宝三、原作行友李風、脚本西條照太郎、撮影松田定次、主演月形龍之介、マキノ輝子

### 原作
1926年
- 清河八郎の死　監督橋本佐一呂、脚本妹尾利九三、撮影藤井春美、主演大谷友三郎
- 勝てば官軍　監督富沢進郎、脚本芝蘇呂門、撮影松浦茂、主演関根達発

## 関連事項
- マキノ・プロダクション （牧野省三）
- 日本キネマ撮影所 （田中十三）
- 日本映画プロダクション連盟 （片岡千恵蔵、嵐寛寿郎）

## 註
1. ↑  立命館大学衣笠キャンパスの「マキノ・プロジェクト」サイト内の「管家紅葉氏談話」の記述を参照。
2. ↑  『日本映画俳優全集・男優編』（キネマ旬報社、1979年）の「片岡千恵蔵」の項（p.144-148）を参照。同項執筆は滝沢一。
3. 1 2  立命館大学衣笠キャンパスの「マキノ・プロジェクト」サイト内の「双ヶ丘撮影所」の記述を参照。